# Kamnaskires I Soter
Kamnaskires I Soter (fl. II secolo a.C.) fu re di Elimaide, e regnò tra il 147 e il 139 a.C..
È conosciuto principalmente attraverso la sua monetazione d'argento; l'estensione esatta del suo regno è sconosciuta. Alcuni studiosi lo identificano col sovrano Kamnaskires II Nikephoros, che si sarebbe fatto chiamare chiamato Soter su alcune monete e Nikephoros su altre.
In quel periodo l'Impero seleucide era in fase di dissoluzione; in varie province, i governatori locali aumentarono di potere fino a diventare re e tentarono di stabilire i propri regni. Kamnaskires Soter era uno di loro.
La monetazione segue da vicino i modelli seleucidi. Le sue monete mostrano un giovane sovrano e sono interamente in stile greco. Sul rovescio c'è la figura di un dio più vecchio, forse Zeus, su altri un dio più giovane, forse Apollo.